# ورانووا
ورانووا (به چکی: Vranová) یک منطقهٔ مسکونی در جمهوری چک است که در شهرستان بلانسکو واقع شده‌است. ورانووا ۳٫۹ کیلومتر مربع مساحت و ۳۳۷ نفر جمعیت دارد و ۳۹۵ متر بالاتر از سطح دریا واقع شده‌است.